# Anders Gottman
Anders Gottman, eller Andreas Gottman, född 1692, död 1761, var en svensk konstnär och målarålderman i Stockholm. Han var far till Lorens Gottman och konterfejaren Anders Gottman.
Gottman har blivit känd genom porträtten av greve J Sparre på Tosterup i Skåne och kyrkoherden Chr. Humble i Länna kyrka Uppland.